# Oppenheimer Beach
Pour les articles homonymes, voir Oppenheimer.
Oppenheimer Beach ou Gibney Beach est une plage de l'île Saint John des îles Vierges des États-Unis des Antilles aux Bahamas dans la mer des Caraïbes. Elle est connue pour avoir appartenu à Robert Oppenheimer et sa famille de 1957 à 1977,.

## Histoire

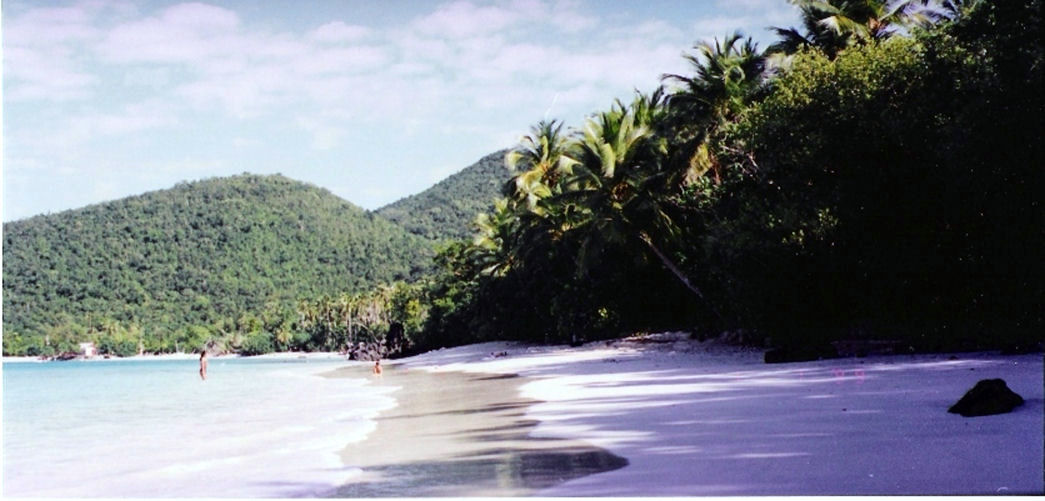

Cette plage est située sur Hawksnest Bay au nord-ouest de l'île de Saint John, dans les îles Vierges américaines, à 16 km au nord-ouest de la capitale du pays Charlotte-Amélie. Elle est nommée d’après les noms de ses anciens propriétaires Nancy Flagg Gibney (ar) et Robert Oppenheimer.

### Gibney Beach
Le couple de New York Robert Gibney (artiste-écrivain) et son épouse Nancy Flagg Gibney (ar) (rédactrice en chef du magazine Vogue) viennent à Saint John en 1946 pour leur lune de miel, avant de décider de s'y installer pour y vivre avec leurs trois enfants, en achetant en 1950 un domaine de 16 hectares de plantation de canne à sucre, noix de coco, banane, et fabrique de rhum, ainsi que sa plage Hawksnest Beach, rebaptisée de leur nom, où ils se font construire une maison de plage. 

### Oppenheimer Beach
En 1952 Robert Oppenheimer (chef du projet Manhattan connu comme « le père de la bombe atomique ») et son épouse Katherine Oppenheimer s'envolent pour les Caraïbes où ils décident de passer leurs vacances d'été avec leurs enfants Peter et Toni, en achetant en 1957 la partie nord du domaine et de Gibney Beach, sur Denis Bay, dont la plage est rebaptisée de leur nom, pour se faire construire également une maison de plage de vacances par l'architecte Wallace K. Harrison. À la suite de la disparition de Robert Oppenheimer en 1967, puis de son épouse Kitty en 1972, leurs cendres ont été réparties au large de leur maison de plage. Leur fille héritière Toni y habite jusqu’à sa disparition en 1977.
La plage privée d'Oppenheimer est léguée en 1980 par ses héritiers au gouvernement des îles Vierges américaines, puis acquise en 1997 par le service du parc national des îles Vierges, pour devenir une plage publique, avec deux villas de plage de location Gibney Garden Cottage et Gibney Beach Cottage. La villa d'origine de Robert Oppenheimer a été détruite par des ouragans tropicaux,.